# Liste der Kulturdenkmale im Landkreis Harz

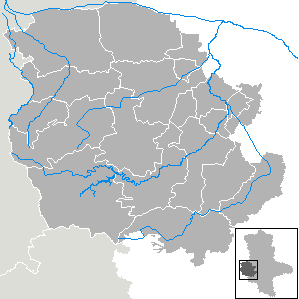
Karte des Landkreises Harz

In der Liste der Kulturdenkmale im Landkreis Harz sind die Kulturdenkmale im Landkreis Harz aufgeführt. Grundlage der Einzellisten sind die in den jeweiligen Listen angegebenen Quellen. Die Angaben in den einzelnen Listen ersetzen nicht die rechtsverbindliche Auskunft der zuständigen Denkmalschutzbehörde.
Diese Liste ist eine Teilliste der Liste der Kulturdenkmale in Sachsen-Anhalt.
Die Bodendenkmale sind in der Liste der Bodendenkmale im Landkreis Harz erfasst.

## Aufteilung
Wegen der großen Anzahl von Kulturdenkmalen im Landkreis Harz ist diese Liste in Teillisten nach den Städten und Gemeinden aufgeteilt.
| Karte | Kulturdenkmale in … | Denkmale                   |
| ----- | ------------------- | -------------------------- |
|       | Ballenstedt         | Schloss                    |
|       | Blankenburg (Harz)  | Schloss                    |
|       | Ditfurt             | Vereinshaus                |
|       | Falkenstein/Harz    | Burg                       |
|       | Groß Quenstedt      | Pfarrhaus                  |
|       | Halberstadt         | Dom                        |
|       | Harsleben           | Schützenkrug               |
|       | Harzgerode          | Bahnhof                    |
|       | Hedersleben         | Kloster                    |
|       | Huy                 | Windmühle                  |
|       | Ilsenburg (Harz)    | Brunnenhaus                |
|       | Nordharz            | Kirche                     |
|       | Oberharz am Brocken | Dorfkirche                 |
|       | Osterwieck          | Fachwerkhäuser; Bunter Hof |
|       | Quedlinburg         | Schloss                    |
|       | Schwanebeck         | Wirtschaftsgebäude         |
|       | Selke-Aue           | Gaststätte                 |
|       | Thale               | Hexentanzplatz             |
|       | Wegeleben           | Dorfkirche                 |
|       | Wernigerode         | Rathaus                    |

## Gemeindeübergreifende Kulturdenkmale
| Lage                          | Bezeichnung | Beschreibung                                                                          | Erfassungs- nummer | Ausweisungsart | Bild |
| ----------------------------- | ----------- | ------------------------------------------------------------------------------------- | ------------------ | -------------- | ---- |
| Koordinaten fehlen! Hilf mit. | Grünes Band | Grenzsicherungsanlage Grünes Band - Kolonnenweg Verlauf, 2024 als Denkmal ausgewiesen | 094 18933          | Baudenkmal     |      |